# Communauté de communes de l'Agglomération de Sarrebourg
La communauté de communes de l'agglomération de Sarrebourg (CCAS) est une ancienne communauté de communes française qui était située dans le département de la Moselle en région Lorraine.

## Historique
La communauté de communes a été créée le 31 décembre 1996.
Le 1er janvier 2014, elle fusionne avec la communauté de communes du Pays de Fénétrange pour former la Communauté de communes de Sarrebourg - Moselle Sud.

## Composition
La communauté de communes regroupait 8 communes :
- Bébing
- Buhl-Lorraine
- Haut-Clocher
- Hommarting
- Imling
- Réding
- Sarraltroff
- Sarrebourg (siège)

## Administration
Le conseil communautaire est composé de 28 délégués, dont 8 vice-présidents.
| Période                                  | Période          | Identité     | Étiquette | Qualité                            |
| ---------------------------------------- | ---------------- | ------------ | --------- | ---------------------------------- |
| Les données manquantes sont à compléter. |                  |              |           |                                    |
|                                          | 1er janvier 2014 | Roland Klein | UMP       | 1er adjoint au maire de Sarrebourg |